# Spielvereinigung Unterhaching 2001-2002
Questa voce raccoglie le informazioni riguardanti la Spielvereinigung Unterhaching nelle competizioni ufficiali della stagione 2001-2002.

## Stagione
Nella stagione 2001-2002 l'Unterhaching, allenato da Lorenz-Günther Köstner, Rainer Adrion e Anton Schrobenhauser, concluse il campionato di 2. Bundesliga al 15º posto. In Coppa di Germania l'Unterhaching fu eliminato al secondo turno dal Wolfsburg.

## Rosa
| N. |                     | Ruolo | Calciatore          |
| -- | ------------------- | ----- | ------------------- |
| 1  | Germania (bandiera) | P     | Gerhard Tremmel     |
| 2  | Germania (bandiera) | D     | Alexander Strehmel  |
| 3  | Germania (bandiera) | C     | Oliver Straube      |
| 4  | Germania (bandiera) | D     | Ralf Bucher         |
| 5  | Germania (bandiera) | C     | Matthias Zimmermann |
| 6  | Germania (bandiera) | C     | Matthias Lust       |
| 7  | Polonia (bandiera)  | A     | Mirosław Spizak     |
| 8  | Austria (bandiera)  | C     | Stefan Lexa         |
| 9  | Albania (bandiera)  | A     | Altin Rraklli       |
| 11 | Germania (bandiera) | D     | Alexander Bugera    |
| 12 | Germania (bandiera) | C     | Danny Schwarz       |
| 13 | Slovenia (bandiera) | C     | Đoni Novak          |
| 14 | Germania (bandiera) | C     | Peter Zeiler        |
| 15 | Slovenia (bandiera) | C     | Goran Šukalo        |
| 16 | Germania (bandiera) | P     | Philipp Heerwagen   |

| N. |                        | Ruolo | Calciatore          |
| -- | ---------------------- | ----- | ------------------- |
| 18 | Germania (bandiera)    | P     | Michael Gurski      |
| 19 | Germania (bandiera)    | C     | Stefan Leitl        |
| 20 | Germania (bandiera)    | D     | Dennis Grassow      |
| 21 | Spagna (bandiera)      | C     | Francisco Copado    |
| 25 | Rep. Ceca (bandiera)   | C     | Martin Čížek        |
| 26 | Germania (bandiera)    | A     | André Breitenreiter |
| 27 | Germania (bandiera)    | P     | Peter Sirch         |
| 28 | Slovenia (bandiera)    | A     | Sasa Jakomin        |
| 29 | Germania (bandiera)    | A     | Uwe Rösler          |
| 30 | Germania (bandiera)    | P     | Guido Koltermann    |
| 31 | Croazia (bandiera)     | D     | Ivica Majstorović   |
| 32 | Germania (bandiera)    | D     | Hendrik Herzog      |
| 33 | Germania (bandiera)    | D     | Jan Seifert         |
| 35 | Paesi Bassi (bandiera) | D     | Bernard Schuiteman  |

## Organigramma societario
Area tecnica
- Allenatore:
- Allenatore in seconda: Harry Deutinger
- Preparatore dei portieri:
- Preparatori atletici:

## Calciomercato

### Sessione estiva
| Acquisti | Acquisti          | Acquisti                 | Acquisti |
| R.       | Nome              | da                       | Modalità |
| -------- | ----------------- | ------------------------ | -------- |
| C        | Stefan Leitl      | Norimberga               |          |
| P        | Philipp Heerwagen | Bayern Monaco (juniores) |          |
| P        | Michael Gurski    | Reutlingen               |          |
| C        | Stefan Lexa       | Reutlingen               |          |
| D        | Markus Weinzierl  | Kickers Stoccarda        |          |

| Cessioni | Cessioni           | Cessioni          | Cessioni |
| R.       | Nome               | da                | Modalità |
| -------- | ------------------ | ----------------- | -------- |
| A        | Alfonso García     | Reutlingen        |          |
| D        | Jörg Bergen        | Bayern Monaco II  |          |
| C        | Thomas Broich      | Wacker Burghausen |          |
| C        | Martin Čížek       | Monaco 1860       |          |
| D        | Björn Hertl        | Wacker Burghausen |          |
| C        | Dietmar Hirsch     | Hansa Rostock     |          |
| C        | Dirk Hofmann       | Khor Fakkan       |          |
| D        | Tobias Iseli       | Aalen             |          |
| C        | Markus Oberleitner | Greuther Fürth    |          |
| P        | Jürgen Wittmann    | Monaco 1860 II    |          |

### Sessione invernale
| Acquisti | Acquisti           | Acquisti    | Acquisti |
| R.       | Nome               | da          | Modalità |
| -------- | ------------------ | ----------- | -------- |
| A        | Sasa Jakomin       | Koper       |          |
| C        | Matthias Lust      | Bochum      |          |
| A        | Uwe Rösler         | Southampton |          |
| D        | Bernard Schuiteman | Magonza     |          |
| C        | Goran Šukalo       | Koper       |          |

| Cessioni | Cessioni           | Cessioni       | Cessioni |
| R.       | Nome               | da             | Modalità |
| -------- | ------------------ | -------------- | -------- |
| A        | Abdelaziz Ahanfouf | Magonza        |          |
| C        | Marco Haber        | Hansa Rostock  |          |
| D        | Markus Weinzierl   | Jahn Ratisbona |          |

## Risultati

### 2. Bundesliga

#### Girone di andata
| Arbitro: | Kircher |

|  |           |                        |
|  | Marcatori | 58’ Colding 73’ Freier |

| Arbitro: | Gagelmann |

|                      |           |  |
| Bódog 17’ N'Kufo 37’ | Marcatori |  |

| Arbitro: | Margenberg |

|          |           |             |
| Lexa 53’ | Marcatori | 87’ Kaufman |

| Arbitro: | Rafati |

|  |           |                           |
|  | Marcatori | 73’ Zimmermann 85’ Spizak |

| Arbitro: | Schmidt |

|                       |           |                                 |
| Seifert 2’ Spizak 36’ | Marcatori | 8’ Bella 16’ Dolzer 20’ Fengler |

| Arbitro: | Frank |

|                 |           |                                                  |
| Civa 87’ (rig.) | Marcatori | 23’ Novak 44’ Lexa 82’ (aut.) Härtel 90’ Rraklli |

| Arbitro: | Berg |

|                                               |           |                           |
| Schwarz 52’ Lexa 63’ Breitenreiter 73’ (rig.) | Marcatori | 33’ Hofacker 79’ Hoffmann |

| Arbitro: | Schößling |

|  |           |                   |
|  | Marcatori | 13’ (rig.) Bugera |

| Arbitro: | Anklam |

|            |           |  |
| Bugera 64’ | Marcatori |  |

| Saarbrücken 21 ottobre 2001, ore 15:00 CEST 10ª giornata | Saarbrücken | 0 – 0 referto | Unterhaching | Ludwigsparkstadion (5 500 spett.)\| Arbitro: \| Stachowiak \| |
| Arbitro:                                                 | Stachowiak  |               |              |                                                               |

| Arbitro: | Kinhöfer |

|  |           |                  |
|  | Marcatori | 63’ Kryszałowicz |

| Arbitro: | Wezel |

|                         |           |  |
| Wichniarek 22’ Vata 89’ | Marcatori |  |

| Arbitro: | Kammerer |

|  |           |           |
|  | Marcatori | 26’ Gruev |

| Arbitro: | Lange |

|                           |           |          |
| Ruman 4’, 79’ Reichel 45’ | Marcatori | 82’ Lexa |

| Arbitro: | Späker |

|                               |           |            |
| Breitenreiter 35’ Seifert 52’ | Marcatori | 88’ Ristić |

| Arbitro: | Pickel |

|                                   |           |          |
| Pflipsen 14’ Diane 54’ Bayock 71’ | Marcatori | 78’ Lexa |

| Unterhaching 14 dicembre 2001, ore 19:00 CET 17ª giornata | Unterhaching | 0 – 0 referto | Karlsruhe | Stadion am Sportpark (1 500 spett.)\| Arbitro: \| Minskowski \| |
| Arbitro:                                                  | Minskowski   |               |           |                                                                 |

#### Girone di ritorno
| Arbitro: | Margenberg |

|                                                   |           |  |
| Meichelbeck 13’ Wosz 30’ Freier 33’ Hashemian 85’ | Marcatori |  |

| Unterhaching 28 gennaio 2002, ore 20:15 CET 19ª giornata | Unterhaching | 0 – 0 referto | Magonza | Stadion am Sportpark (4 000 spett.)\| Arbitro: \| Weber \| |
| Arbitro:                                                 | Weber        |               |         |                                                            |

| Arbitro: | Trautmann |

|             |           |  |
| Kaufman 37’ | Marcatori |  |

| Arbitro: | Scheppe |

|           |           |            |
| Čížek 90’ | Marcatori | 7’ Wojtala |

| Arbitro: | Weiner |

|                        |           |  |
| Bella 69’ Feinbier 90’ | Marcatori |  |

| Arbitro: | Voss |

|                           |           |           |
| Čížek 28’ Rösler 48’, 58’ | Marcatori | 64’ Kampf |

| Arbitro: | Gagelmann |

|            |           |            |
| Djappa 53’ | Marcatori | 72’ Rösler |

| Unterhaching 3 marzo 2002, ore 15:00 CET 25ª giornata | Unterhaching | 0 – 0 referto | Waldhof Mannheim | Stadion am Sportpark (3 500 spett.)\| Arbitro: \| Rafati \| |
| Arbitro:                                              | Rafati       |               |                  |                                                             |

| Arbitro: | Stachowiak |

|                               |           |                   |
| Gerhardt 36’, 48’ Popović 53’ | Marcatori | 13’ Breitenreiter |

| Arbitro: | Frank |

| |           |  |
| Copado 11’ Bugera 21’ (rig.) Grassow 40’ Rösler 45’ Breitenreiter 64’ Lexa 73’ Schwarz 80’ Strehmel 84’ | Marcatori |  |

| Arbitro: | Meyer |

|                                           |           |                        |
| Guié-Mien 20’ (rig.) Famewo 44’ Jones 76’ | Marcatori | 52’ Copado 66’ Seifert |

| Arbitro: | Weiner |

|                   |           |                                   |
| Bugera 44’ (rig.) | Marcatori | 70’ Adjei 82’ (rig.), 87’ Diabang |

| Arbitro: | Wezel |

|                                                 |           |  |
| Grzelak 11’ Wolters 64’ Gruev 85’ Güvenışık 88’ | Marcatori |  |

| Arbitro: | Steinborn |

|            |           |             |
| Seifert 7’ | Marcatori | 20’ Azzouzi |

| Arbitro: | Wagner |

|  |           |                       |
|  | Marcatori | 56’ Schwarz 58’ Čížek |

| Arbitro: | Jansen |

|                        |           |  |
| Seifert 32’ Rösler 66’ | Marcatori |  |

| Arbitro: | Merk |

|                             |           |  |
| Fuchs 28’, 60’ Labbadia 90’ | Marcatori |  |

### Coppa di Germania
| Arbitro: | Trautmann |

|            |           |                                                |
| N'Jock 82’ | Marcatori | 4’ Zimmermann 48’, 49’, 57’ Spizak 60’ Schwarz |

| Arbitro: | Fandel |

|                                       |           |  |
| Müller 11’ Rische 63’ Plassnegger 90’ | Marcatori |  |

## Statistiche

### Statistiche di squadra
| Competizione      | Punti | In casa | In casa | In casa | In casa | In casa | In casa | In trasferta | In trasferta | In trasferta | In trasferta | In trasferta | In trasferta | Totale | Totale | Totale | Totale | Totale | Totale | DR |
| Competizione      | Punti | G       | V       | N       | P       | Gf      | Gs      | G            | V            | N            | P            | Gf           | Gs           | G      | V      | N      | P      | Gf     | Gs     | DR |
| ----------------- | ----- | ------- | ------- | ------- | ------- | ------- | ------- | ------------ | ------------ | ------------ | ------------ | ------------ | ------------ | ------ | ------ | ------ | ------ | ------ | ------ | -- |
| 2. Bundesliga     | 38    | 17      | 6       | 6       | 5       | 25      | 17      | 17           | 4            | 2            | 11           | 15           | 32           | 34     | 10     | 8      | 16     | 40     | 49     | -9 |
| Coppa di Germania | -     | 0       | 0       | 0       | 0       | 0       | 0       | 2            | 1            | 0            | 1            | 5            | 4            | 2      | 1      | 0      | 1      | 5      | 4      | +1 |
| Totale            | 38    | 17      | 6       | 6       | 5       | 25      | 17      | 19           | 5            | 2            | 12           | 20           | 36           | 36     | 11     | 8      | 17     | 45     | 53     | -8 |

### Andamento in campionato
| Giornata  | 1  | 2  | 3  | 4  | 5  | 6  | 7 | 8 | 9 | 10 | 11 | 12 | 13 | 14 | 15 | 16 | 17 | 18 | 19 | 20 | 21 | 22 | 23 | 24 | 25 | 26 | 27 | 28 | 29 | 30 | 31 | 32 | 33 | 34 |
| --------- | -- | -- | -- | -- | -- | -- | - | - | - | -- | -- | -- | -- | -- | -- | -- | -- | -- | -- | -- | -- | -- | -- | -- | -- | -- | -- | -- | -- | -- | -- | -- | -- | -- |
| Luogo     | C  | T  | C  | T  | C  | T  | C | T | C | T  | C  | T  | C  | T  | C  | T  | C  | T  | C  | T  | C  | T  | C  | T  | C  | T  | C  | T  | C  | T  | C  | T  | C  | T  |
| Risultato | P  | P  | N  | V  | P  | V  | V | V | V | N  | P  | P  | P  | P  | V  | P  | N  | P  | N  | P  | N  | P  | V  | N  | N  | P  | V  | P  | P  | P  | N  | V  | V  | P  |
| Posizione | 16 | 16 | 16 | 13 | 13 | 12 | 9 | 8 | 7 | 8  | 9  | 10 | 11 | 11 | 10 | 12 | 11 | 13 | 14 | 14 | 14 | 14 | 14 | 14 | 13 | 13 | 13 | 13 | 15 | 15 | 15 | 15 | 14 | 15 |

Legenda:

Luogo: C = Casa; T = Trasferta. Risultato: V = Vittoria; N = Pareggio; P = Sconfitta.

### Statistiche dei giocatori
| Giocatore        | 2. Bundesliga | 2. Bundesliga | 2. Bundesliga | 2. Bundesliga | Coppa di Germania | Coppa di Germania | Coppa di Germania | Coppa di Germania | Totale   | Totale | Totale      | Totale     |
| Giocatore        | Presenze      | Reti          | Ammonizioni   | Espulsioni    | Presenze          | Reti              | Ammonizioni       | Espulsioni        | Presenze | Reti   | Ammonizioni | Espulsioni |
| ---------------- | ------------- | ------------- | ------------- | ------------- | ----------------- | ----------------- | ----------------- | ----------------- | -------- | ------ | ----------- | ---------- |
| A. Ahanfouf      | 7             | 0             | 1             | 0             | 0                 | 0                 | 0                 | 0                 | 7        | 0      | 1           | 0          |
| A. Breitenreiter | 29            | 4             | 2             | 0             | 2                 | 0                 | 0                 | 0                 | 31       | 4      | 2           | 0          |
| R. Bucher        | 16            | 0             | 0             | 0             | 2                 | 0                 | 0                 | 0                 | 18       | 0      | 0           | 0          |
| A. Bugera        | 24            | 4             | 2             | 0             | 2                 | 0                 | 0                 | 0                 | 26       | 4      | 2           | 0          |
| F. Copado        | 12            | 2             | 0             | 0             | 0                 | 0                 | 0                 | 0                 | 12       | 2      | 0           | 0          |
| D. Grassow       | 19            | 1             | 3             | 1             | 2                 | 0                 | 0                 | 0                 | 21       | 1      | 3           | 1          |
| M. Gurski        | 2             | 0             | 0             | 0             | 1                 | 0                 | 0                 | 0                 | 3        | 0      | 0           | 0          |
| M. Haber         | 12            | 0             | 2             | 0             | 0                 | 0                 | 0                 | 0                 | 12       | 0      | 2           | 0          |
| P. Heerwagen     | 0             | 0             | 0             | 0             | 0                 | 0                 | 0                 | 0                 | 0        | 0      | 0           | 0          |
| H. Herzog        | 5             | 0             | 0             | 0             | 0                 | 0                 | 0                 | 0                 | 5        | 0      | 0           | 0          |
| S. Jakomin       | 11            | 0             | 1             | 0             | 0                 | 0                 | 0                 | 0                 | 11       | 0      | 1           | 0          |
| G. Koltermann    | 4             | 0             | 0             | 0             | 0                 | 0                 | 0                 | 0                 | 4        | 0      | 0           | 0          |
| S. Leitl         | 11            | 0             | 3             | 0             | 0                 | 0                 | 0                 | 0                 | 11       | 0      | 3           | 0          |
| S. Lexa          | 28            | 6             | 4             | 0             | 2                 | 0                 | 0                 | 0                 | 30       | 6      | 4           | 0          |
| M. Lust          | 11            | 0             | 1             | 0             | 0                 | 0                 | 0                 | 0                 | 11       | 0      | 1           | 0          |
| I. Majstorović   | 2             | 0             | 0             | 0             | 0                 | 0                 | 0                 | 0                 | 2        | 0      | 0           | 0          |
| D. Novak         | 29            | 1             | 3             | 0             | 2                 | 0                 | 0                 | 0                 | 31       | 1      | 3           | 0          |
| A. Rraklli       | 25            | 1             | 3             | 0             | 2                 | 0                 | 0                 | 0                 | 27       | 1      | 3           | 0          |
| U. Rösler        | 14            | 5             | 5             | 0             | 0                 | 0                 | 0                 | 0                 | 14       | 5      | 5           | 0          |
| B. Schuiteman    | 8             | 0             | 2             | 0             | 0                 | 0                 | 0                 | 0                 | 8        | 0      | 2           | 0          |
| D. Schwarz       | 30            | 3             | 7             | 0             | 2                 | 1                 | 0                 | 0                 | 32       | 4      | 7           | 0          |
| J. Seifert       | 25            | 5             | 3             | 0             | 1                 | 0                 | 0                 | 0                 | 26       | 5      | 3           | 0          |
| P. Sirch         | 0             | 0             | 0             | 0             | 0                 | 0                 | 0                 | 0                 | 0        | 0      | 0           | 0          |
| M. Spizak        | 8             | 2             | 1             | 0             | 1                 | 3                 | 0                 | 0                 | 9        | 5      | 1           | 0          |
| O. Straube       | 27            | 0             | 3             | 1             | 2                 | 0                 | 0                 | 0                 | 29       | 0      | 3           | 1          |
| A. Strehmel      | 26            | 1             | 1             | 0             | 2                 | 0                 | 0                 | 0                 | 28       | 1      | 1           | 0          |
| G. Tremmel       | 29            | 0             | 1             | 0             | 1                 | 0                 | 0                 | 0                 | 30       | 0      | 1           | 0          |
| M. Weinzierl     | 4             | 0             | 0             | 1             | 2                 | 0                 | 0                 | 0                 | 6        | 0      | 0           | 1          |
| D. Zdrilić       | 7             | 0             | 1             | 0             | 0                 | 0                 | 0                 | 0                 | 7        | 0      | 1           | 0          |
| P. Zeiler        | 0             | 0             | 0             | 0             | 0                 | 0                 | 0                 | 0                 | 0        | 0      | 0           | 0          |
| M. Zimmermann    | 25            | 1             | 0             | 0             | 2                 | 1                 | 0                 | 0                 | 27       | 2      | 0           | 0          |
| M. Čížek         | 11            | 3             | 0             | 0             | 0                 | 0                 | 0                 | 0                 | 11       | 3      | 0           | 0          |
| G. Šukalo        | 11            | 0             | 4             | 0             | 0                 | 0                 | 0                 | 0                 | 11       | 0      | 4           | 0          |